# Erythrodiplax basalis
Erythrodiplax basalis – gatunek ważki z rodziny ważkowatych (Libellulidae). Występuje na terenie Ameryki Południowej.